# Themistoklis Tzimopoulos
Themistoklis Tzimopoulos (Kozani, Grecia, 20 de noviembre de 1985) es un futbolista griego nacionalizado neozelandés que juega como defensa en el FS Kozani de la Segunda Superliga de Grecia.

## Carrera
Debutó en 2003 jugando para el Akratitos. Con apenas un puñado de partidos disputados, en 2006 pasó al Veria. Luego de un período a préstamo en 2008 en el Kerkyra, en 2009 arribó al Ethnikos Asteras, donde solo jugó una temporada. En 2010 se incorporó al Giannina, y en 2019 al Korona Kielce de Polonia.

### Clubes
| Club                 | País    | Año       |
| -------------------- | ------- | --------- |
| APO Akratitos        | Grecia  | 2003-2006 |
| Veria Football Club  | Grecia  | 2006-2009 |
| Kerkyra (a préstamo) | Grecia  | 2008      |
| Ethnikos Asteras     | Grecia  | 2009-2010 |
| PAS Giannina         | Grecia  | 2010-2019 |
| Korona Kielce        | Polonia | 2019-2021 |
| Levadiakos           | Grecia  | 2021-2023 |
| FS Kozani            | Grecia  | 2023-     |

## Selección nacional
Fue convocado por Anthony Hudson para representar a Nueva Zelanda en un amistoso ante Corea del Sur el 31 de marzo de 2015, donde finalmente haría su debut internacional. Al año siguiente fue convocado para la Copa de las Naciones de la OFC 2016, donde le marcó un gol a Fiyi. En 2017 estuvo dentro del plantel que disputó la Copa FIFA Confederaciones 2017, pero no llegó a disputar ningún encuentro.

#### Partidos y goles internacionales
| Partidos y goles internacionales | Partidos y goles internacionales | Partidos y goles internacionales | Partidos y goles internacionales | Partidos y goles internacionales | Partidos y goles internacionales           | Partidos y goles internacionales |
| #                                | Fecha                            | Estadio                          | Rival                            | Resultado                        | Competición                                | Gol(es)                          |
| -------------------------------- | -------------------------------- | -------------------------------- | -------------------------------- | -------------------------------- | ------------------------------------------ | -------------------------------- |
| 2015                             |                                  |                                  |                                  |                                  |                                            |                                  |
| 1                                | 31 de marzo                      | Estadio Mundialista, Seúl        | Corea del Sur                    | 0 – 1                            | Amistoso                                   |                                  |
| 2                                | 7 de septiembre                  | Estadio Thuwunna, Rangún         | Birmania                         | 1 – 1                            | Amistoso                                   |                                  |
| 3                                | 12 de noviembre                  | Estadio Al-Seeb, Mascate         | Omán                             | 1 – 0                            | Amistoso                                   |                                  |
| 2016                             |                                  |                                  |                                  |                                  |                                            |                                  |
| 4                                | 28 de mayo                       | Sir John Guise, Puerto Moresby   | Fiyi                             | 3 – 1                            | Copa de las Naciones de la OFC 2016        | 1 (1)                            |
| 5                                | 31 de mayo                       | Sir John Guise, Puerto Moresby   | Vanuatu                          | 5 – 0                            | Copa de las Naciones de la OFC 2016        |                                  |
| 6                                | 8 de junio                       | Sir John Guise, Puerto Moresby   | Nueva Caledonia                  | 1 – 0                            | Copa de las Naciones de la OFC 2016        |                                  |
| 7                                | 8 de octubre                     | Nissan Stadium, Nashville        | México                           | 1 – 2                            | Amistoso                                   |                                  |
| 8                                | 11 de octubre                    | RFK Stadium, Washington DC       | Estados Unidos                   | 1 – 1                            | Amistoso                                   |                                  |
| 9                                | 12 de noviembre                  | North Harbour, Auckland          | Nueva Caledonia                  | 2 – 0                            | Clasificación para la Copa Mundial de 2018 |                                  |
| 10                               | 15 de noviembre                  | Stade Yoshida, Koné              | Nueva Caledonia                  | 0 – 0                            | Clasificación para la Copa Mundial de 2018 |                                  |
| 2017                             |                                  |                                  |                                  |                                  |                                            |                                  |
| 11                               | 25 de marzo                      | Churchill Park, Lautoka          | Fiyi                             | 2 – 0                            | Clasificación para la Copa Mundial de 2018 |                                  |
| 12                               | 12 de junio                      | Estadio Traktar, Minsk           | Bielorrusia                      | 0 – 1                            | Amistoso                                   |                                  |
| 13                               | 1 de septiembre                  | North Harbour, Auckland          | Islas Salomón                    | 6 – 1                            | Clasificación para la Copa Mundial de 2018 |                                  |
| 14                               | 5 de septiembre                  | Lawson Tama, Honiara             | Islas Salomón                    | 2 – 2                            | Clasificación para la Copa Mundial de 2018 |                                  |
| 15                               | 6 de octubre                     | Estadio Toyota, Nagoya           | Japón                            | 1 – 2                            | Amistoso                                   |                                  |